# 우드로 웨스트
우드로 웨스트(영어: Woodrow West, 1985년 9월 19일 ~ )는 벨리즈의 축구 선수로 현재 버디스 FC에서 골키퍼로 활동하고 있다.

## 선수 경력

### 클럽
2004년 산이시드로 이글스 입단을 통해 프로에 데뷔한 뒤 2008년 레볼루셔너리 컨퀘러스로 이적하여 2010년까지 몸 담았다가 2011년 창단팀인 벨리즈 디펜스 포스로 이적하며 벨리즈 프리미어 리그 2012 시즌 북부 지구 1위 및 플레이오프 준결승 진출을 이끌었으며 이후 자신의 고향팀인 벨모판 밴디츠, 온두라스 리그의 온두라스 프로그레소에서 활동하다가 2019년 버데스 FC 이적을 통해 다시 고국으로 돌아왔다.

### 국가대표팀
2008년 생애 첫 국가대표팀에 발탁되었고 이후 2013년 CONCACAF 골드컵 본선 출전 명단에 포함되어 미국과의 C조 조별리그 1차전을 통해 생애 첫 메이저 대회 본선에 나섰으며 2018년 FIFA 월드컵 북중미카리브 지역 예선에도 출전하여 팀의 월드컵 지역 3차 예선 진출에 일조했다.